# Radosław Zawrotniak
Radosław Aleksander Zawrotniak (Cracovia, 2 settembre 1981) è uno schermidore polacco, vincitore di una medaglia d'argento nella scherma ai giochi olimpici.

## Palmarès
In carriera ha conseguito i seguenti risultati:
- Giochi Olimpici:

Pechino 2008: argento nella spada a squadre.
- Mondiali di scherma

Antalia 2009: bronzo nella spada a squadre.
- Europei di scherma

Gand 2007: argento nella spada a squadre.
Lipsia 2010: bronzo nella spada individuale.